# Ганинский сельсовет (Курганская область)
Ганинский сельсовет — упразднённые административно-территориальная единица и сельское поселение в Шадринском районе Курганской области Российской Федерации.
Административный центр — село Ганино.
С 23 декабря 2021 года Законом Курганской области от 10.12.2021 № 140 муниципальный район был преобразован в муниципальный округ, в административном районе упразднён сельсовет.

## История
Статус и границы сельского поселения установлены Законом Курганской области от 4 ноября 2004 года № 731 «Об установлении границ муниципального образования Батуринского сельсовета, входящего в состав муниципального образования Шадринского района».

## Население
| 1989 | 2002 | 2004  | 2010 | 2012 | 2013 | 2014 |
| ---- | ---- | ----- | ---- | ---- | ---- | ---- |
| 1814 | ↘981 | ↗1003 | ↘858 | ↘855 | ↗859 | ↗882 |
| 2015 | 2016 | 2017  | 2018 | 2019 | 2020 |      |
| ↘865 | ↘859 | ↗866  | ↘837 | ↘802 | ↗808 |      |

## Состав сельского поселения
| № | Населённый пункт | Тип населённого пункта       | Население |
| - | ---------------- | ---------------------------- | --------- |
| 1 | Агапино          | село                         | ↘462      |
| 2 | Ганино           | село, административный центр | ↘171      |
| 3 | Иванищевское     | деревня                      | ↘225      |